# Feelings (canção de Maroon 5)
"Feelings" é uma canção da banda norte-americana Maroon 5, contida em seu quinto álbum de estúdio, V (2014). A canção foi escrita pelo membro e vocalista da banda Adam Levine juntamente dos também produtores Shellback e Oscar Görres. A sua gravação ocorreu em 2014 nos estúdios Conway Recording Studios em Hollywood, Califórnia e nos MXM Studios e Wolf Cousins Studios em Estocolmo, Suécia. Em 14 e 15 de setembro de 2015, a faixa foi enviada para as estações de rádio adult contemporary e mainstream estadunidenses, respectivamente, como quinto single do disco.

## Antecedentes
"Feelings" foi contida como a décima faixa do quinto disco da banda, V, que foi lançado em agosto de 2014. Em julho de 2015, a canção foi anunciada como quinto single do álbum. Em 14 e 15 de setembro de 2015, a faixa foi enviada para as estações de rádio adult contemporary e mainstream estadunidenses, respectivamente. A capa do single foi revelada em 6 de outubro de 2015 através da conta da banda na plataforma Twitter.

## Desempenho nas tabelas musicais

### Posições
| Tabela musical (2015)                           | Melhor posição |
| ----------------------------------------------- | -------------- |
| Bélgica (Ultratop 50 da Valônia)                | 5              |
| Estados Unidos (Bubbling Under Hot 100 Singles) | 8              |
| Estados Unidos (Billboard Adult Top 40)         | 16             |
| Estados Unidos (Billboard Mainstream Top 40)    | 29             |
| Coreia do Sul (Gaon)                            | 10             |
| Venezuela (Record Report Pop General)           | 42             |
| Venezuela (Record Report Top Anglo)             | 27             |

## Créditos
Todo o processo de elaboração de "Feelings" atribui os seguintes créditos:
Gravação
- Canção e vocais gravados nos Conway Recording Studios (Hollywood, Califórnia), MXM Studios (Estocolmo, Suécia) e Wolf Cousins Studios (Estocolmo, Suécia)
- Mixada nos Mixstar Studios (Virginia Beach, Virgínia)

Desenvolvimento
| - Adam Levine: vocais principais, composição - Shellback: composição, produção, vocais de apoio, instrumentação adicional, programação adicional - Oscar "OzGo" Görres: composição, produção, instrumentação adicional, programação adicional - James Valentine: guitarras principais - Mickey Madden: baixo - Matt Flynn: bateria, percussão | - PJ Morton: teclado - Jesse Carmichael: teclado - Noah Passovoy: engenharia - Eric Eylands: assistência de engenharia - Serban Ghenea: mixagem - John Hanes: engenharia para mixagem - Phil Seaford: assistência de engenharia para mixagem |

## Histórico de lançamento
| Região         | Data                   | Formato                   | Gravadora  | Ref.   |
| -------------- | ---------------------- | ------------------------- | ---------- | ------ |
| Estados Unidos | 14 de setembro de 2015 | Rádios adult contemporary | Interscope | [ 13 ] |
| Estados Unidos | 15 de setembro de 2015 | Rádios mainstream         | Interscope | [ 4 ]  |
| Itália         | 16 de outubro de 2015  | Rádios mainstream         | Interscope | [ 14 ] |